# Сан-Луис (провинция)
Сан-Луис (исп. San Luis) — провинция на западе центральной части Аргентины.
Провинция граничит на севере с провинцией Ла-Риоха (провинция, Аргентина), на востоке — с Кордовой, на юге с Ла-Пампой и на западе с провинциями Мендоса и Сан-Хуан.

## Географическое положение и климат

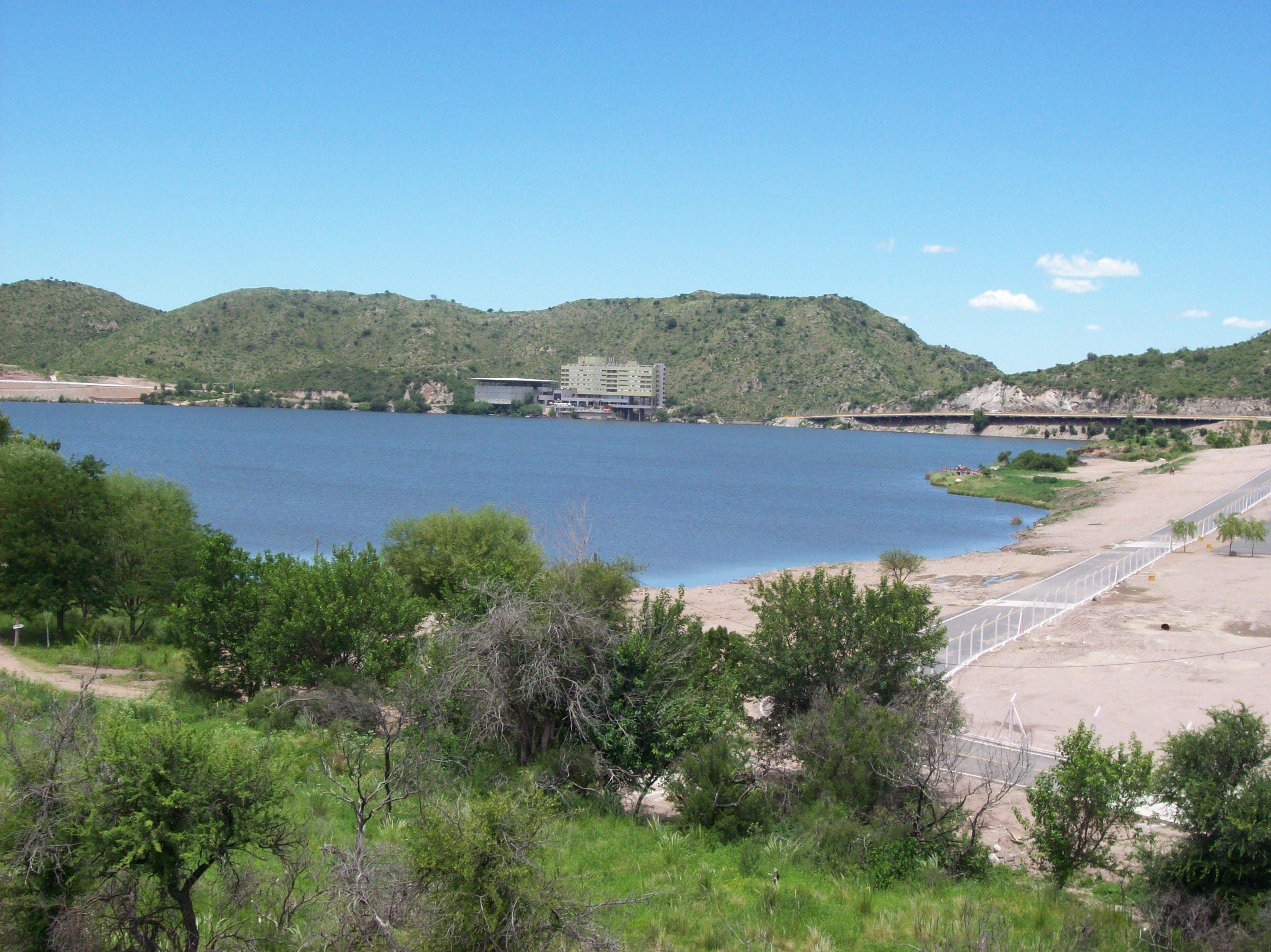
Озеро Потреро-де-лос-Фунес

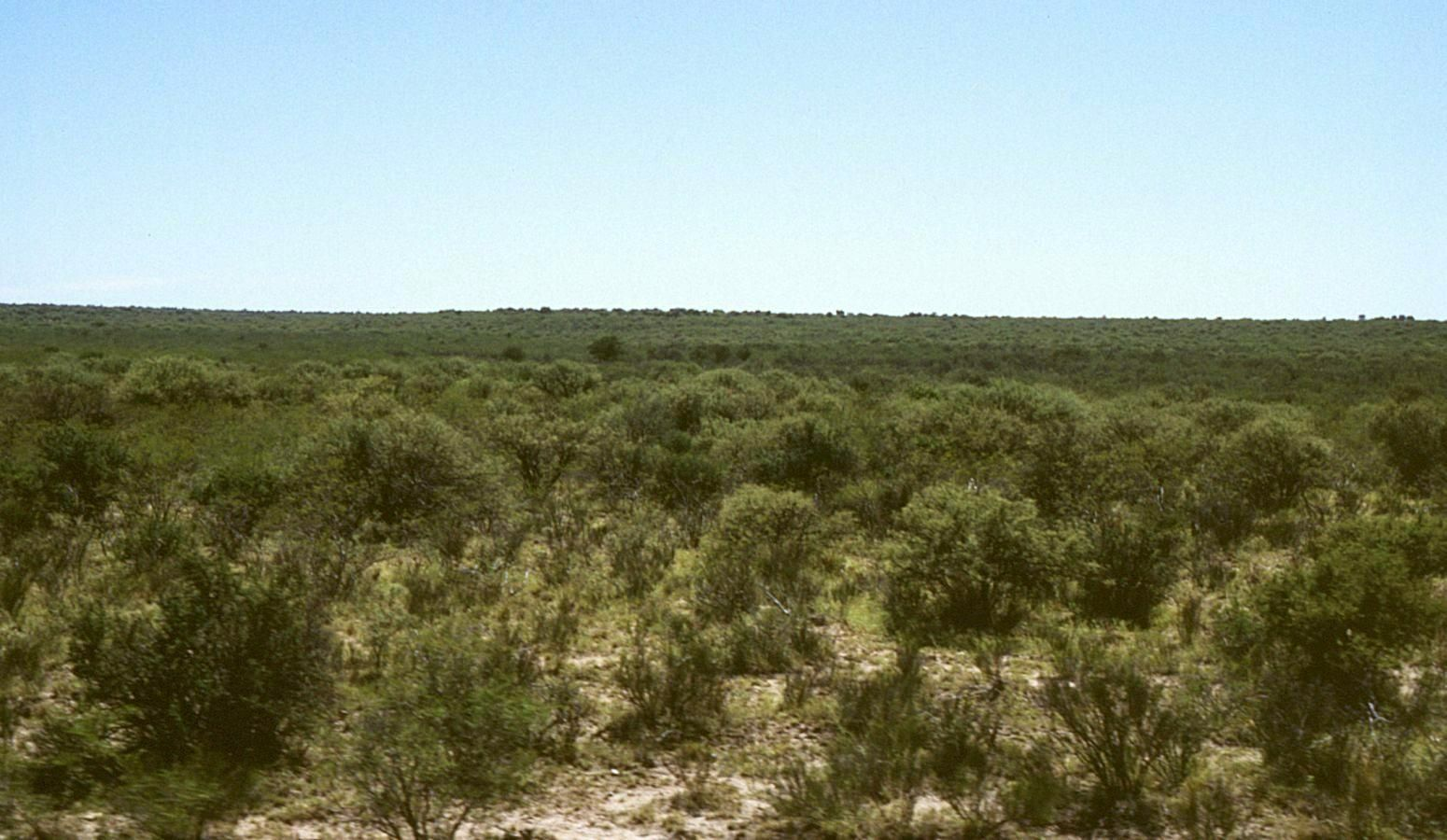
Заросли «монте»

Вся северная часть провинции покрыта горами средней высоты, самые важные из них: Сьерра-де-Сан-Луис и Сьерра-де-лос-Comechingones, образующие границу с соседней провинцией Кордовой. Южная часть провинции равнинная, доминирующий ландшафт — сухие пампасы и «монте». В самой низкой её части расположено большое соляное озеро Пампа-де-лас-Салинас.
Немногие реки, протекающие по территории провинции, это Рио-Кинто, берущая начало в Сьерра-де-Сан-Луис и протекающая через центральную восточную часть провинции в направлении Кордовы, Конлара, Рио-Саладо-дель-Оэсте (Рио-Десагуадеро), образующая естественную границу с провинциями Мендоса, Сан-Хуан и Рио-Саладо. Реки непригодны для судоходства.
Климат засушливый, умеренный, с небольшим количеством осадков — 560 мм в год.
Это была единственная провинция в Аргентине, не переходящая на летнее время, поэтому разница с московским временем составляет −6 часов вместо −7. В 2008 году большинство провинций поддержало Сан-Луис.

## История
Территория провинции была населена индейскими племенами.
Город Сан-Луис был основан в 1594 году, затем оставлен жителями из-за постоянных нападений индейцев и вновь основан в 1596 году.
В 1712 году город был частично разрушен во время нападения, а затем отстроен заново.
В 1776 году провинция относилась к провинции Кордова. В марте 1820 года провинция провозгласила свою автономию. В 1875 году в Сан-Луисе появилась железная дорога, что привело к появлению небольших городов, таких как Вилла-Мерседес и Санта-Роза.
В 1930-х годах во время экономического кризиса, начался массовый отток населения из провинции, вернувшегося только после снижения налогов

## Население
Большая часть населения провинции живёт вдоль федеральной трассы Рута-Насиональ 7, на которой расположены оба крупнейших города: Сан-Луис (110 000 жителей) и Вилья-Мерседес (90 000 жителей), что вместе составляет две трети общего количества жителей. Практически всё остальное население живет в горах Сьерра-де-Сан-Луис, в то время как южная часть провинции необитаема.
Как и во многих других провинциях Аргентины, большинство жителей являются потомками испанцев и итальянцев, а также здесь проживает значительное количество метисов. Миграция населения вследствие быстрой индустриализации провинции привела к росту населения после 1982 года.

## Административное деление

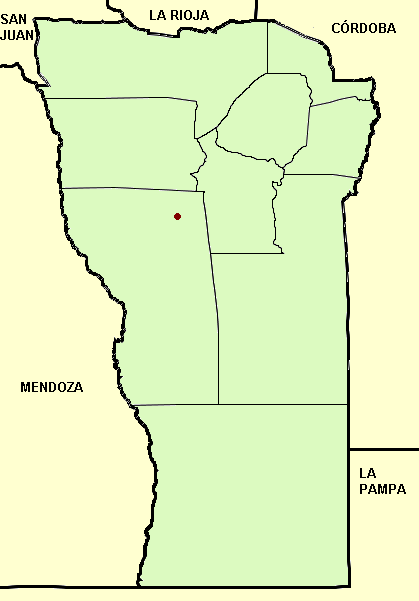
Административная карта провинции Сан-Луис.

Провинция Сан-Луис административно разделена на 9 департаментов. Они, в свою очередь, разделены на общины (муниципалитеты), границы которых, однако, не всегда примыкают к соседним общинам, так как территория общины включает в себя только населенные пункты.
Конституция провинции признает независимость общин.
| № | Наименование                   | Оригинальное наименование     | Население, тыс. жит. (2001 г.) | Население, тыс. жит. (2010 г.) | Территория, км² | Плотность, чел./км² | Административный центр          |
| 1 | Аякучо                         | Ayacucho                      | 16,9                           | 19,1                           | 9681            | 2,0                 | Сан-Франциско-дель-Монте-де-Оро |
| 2 | Бельграно                      | Belgrano                      | 3,9                            | 4,0                            | 6626            | 0,6                 | Вилья-Хенераль-Рока             |
| 3 | Чакабуко                       | Chacabuco                     | 18,4                           | 20,7                           | 2651            | 7,8                 | Конкаран                        |
| 4 | Коронель-Принглес              | Coronel Pringles              | 12,6                           | 13,2                           | 4484            | 2,9                 | Ла-Тома                         |
| 5 | Хенераль-Педернера             | General Pedernera             | 110,8                          | 125,9                          | 15057           | 8,4                 | Вилья-Мерседес                  |
| 6 | Гобернадор-Дюпуй               | Gobernador Dupuy              | 11,1                           | 11,8                           | 19632           | 0,6                 | Буэна-Эсперанса                 |
| 7 | Хунин                          | Junin                         | 20,3                           | 28,9                           | 2476            | 11,7                | Санта-Роса-де-Конлара           |
| 8 | Сан-Луис (Ла-Капиталь)         | San Luis (La Capital)         | 168,8                          | 204,0                          | 13120           | 15,7                | Сан-Луис                        |
| 9 | Либертадор-Хенераль-Сан-Мартин | Libertador General San Martin | 5,2                            | 4,7                            | 3021            | 1,6                 | Сан-Мартин                      |

## Экономика
До 80-х годов население занималось сельским хозяйством (выращиванием кукурузы и скотоводством), и провинция была одной из беднейших в стране. После вступления в силу закона, объявившего бедные провинции особой экономической зоной, промышленность в Сан Луисе и Вилла-Мерседес стала быстро развиваться. Сегодня Сан-Луис — богатая провинция, в которой, однако, располагаются фирмы-почтовые ящики, позволяющие пользоваться налоговыми льготами.
Промышленность представлена производством бытовой техники, текстиля, пластмасс и бумажной промышленности.
Кроме этого, в провинции добывается известняк, мрамор, вольфрам, уран и соль.

## Туризм

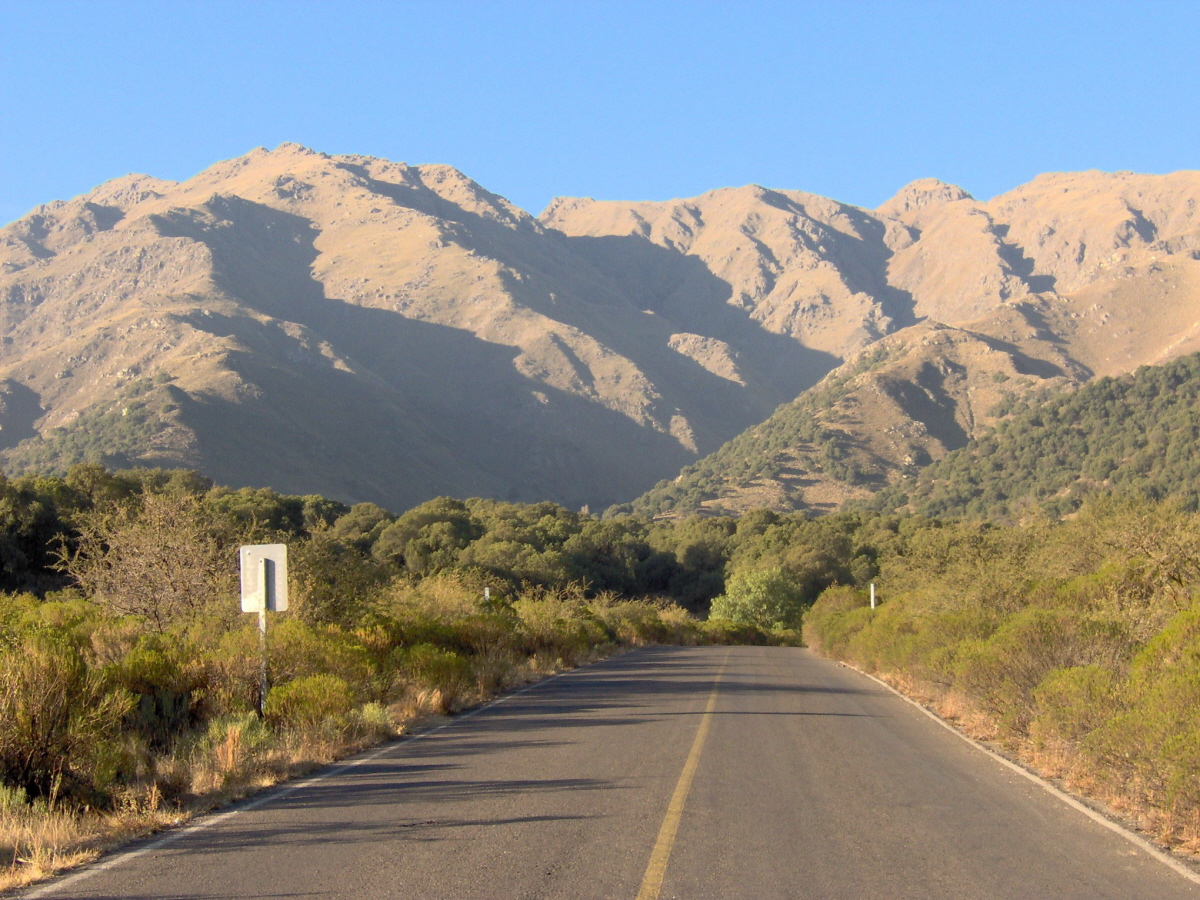
Дорога в Мерло

Провинция известна своими первобытными горными красотами. Основной туристический центр — городок Мерло (10 000 жителей) на северо-востоке провинции, расположенный на склонах Сьерра-де-лос-Comechingones и известный своим насыщенным кислородом микроклиматом. Другие туристические центры — водохранилище Потреро-де-лос-Фунес недалеко от Сан-Луиса и горная деревушка Эль-Трапиче в Сьерра-де-Сан-Луис.
27 сентября-16 октября 2005 года здесь проходил Чемпионат мира по шахматам ФИДЕ 2005.